# Тоннели под Днепром
Тоннели под Днепром в Киеве (Строительство № 1 НКПС) — недостроенные железнодорожные тоннели в Киеве.
Стройка производилась в течение 1938—1941 годов, сдача в эксплуатацию планировалась на 1944 год. Идея построить подводные тоннели была вызвана военной необходимостью — два железнодорожных моста, соединяющие берега Днепра, в случае войны можно было легко разрушить авиацией, тем самым прервав подвоз боеприпасов и пополнений для частей, обороняющих Киев. Были заложены два тоннельных перехода под руслом: Северный (Оболонь — Вигуровщина) и Южный (Жуков остров — Осокорки). Стройка осуществлялась в условиях секретности. На ней работали инженерные части РККА и рабочие треста «Гидрошляхбуд» (до 20 тысяч человек).
После начала Великой Отечественной войны продолжение Строительства № 1 НКПС, как оно обозначалось в документах, признали нецелесообразным.
6 августа 1944 года Государственный комитет обороны СССР принял постановление № 6326 «О возобновлении строительства Южного железнодорожного тоннельного перехода под р. Днепр у г. Киева (строительство № 1 НКПС)». Документ имел гриф «совершенно секретно» (сс). В настоящее время документ рассекречен и находится на хранении в Москве в Российском государственном архиве социально-политической истории. В ноябре 1944 года принято постановление СНК УССР и ЦК КП(б)У по Строительству № 1.
В настоящее время существуют несколько выходов недостроенного тоннеля в районе Киева.
Существуют также проекты строительства тоннеля под Днепром в районе Киева, вместо альтернативных проектов строительства мостов.
Части конструкции НКПС в послевоенные годы использовались для сооружения тоннелей киевского метрополитена — в частности, между станциями «Вокзальная» и «Университет».